# Dimes de Requesens
Dimes de Requesens o Dimes de Boixadors fou un eclesiàstic i cavaller català.
Membre de l'orde de Sant Joan de Jerusalem, el 1532 fou promocionat a les comandes d'Orla, Bompàs i Cotlliure. El 1545 era comanador de Barcelona i el 1562 fou ascendit a Gran Prior de Catalunya, fins al 1567, data de la seva mort. Va participar en les corts de 1563.
Era fill de Joan Benet de Boixadors i Tagamanent, senyor de Savallà del Comtat, elevat a la noblesa per Carles V el 16 de novembre de 1537, que fou procurador reial de Montblanc. La seva mare era Isabel de Requesens i de Sabastida Hostalric, filla de Dimes de Requesens i Joan Desoler, noble de Tarragona i molt lligat a la monarquia.